# Чемпіонат Української РСР з хокею 1953
Першість Української РСР з хокею 1953 року вперше виграло київське «Динамо». У чемпіонаті брали участь також хокеїсти  львівського «Динамо», «Іскри» (Станіслав), харківського «Локомотива», «Спартака» (Дрогобич) та «Спартака» з Чернівців.

## Підсумкова класифікація
| Місце | Команда            | І | В | Н | П | Ш   | О |
| ----- | ------------------ | - | - | - | - | --- | - |
| 1     | «Динамо» Київ      | ? | ? | ? | ? | ?-? | ? |
| ?     | «Динамо» Львів     | ? | ? | ? | ? | ?-? | ? |
| ?     | «Іскра» Станіслав  | ? | ? | ? | ? | ?-? | ? |
| ?     | «Спартак» Дрогобич | ? | ? | ? | ? | ?-? | ? |
| ?     | «Локомотив» Харків | ? | ? | ? | ? | ?-? | ? |
| ?     | «Спартак» Чернівці | ? | ? | ? | ? | ?-? | ? |